# Johann Andreas Bose
Pour les articles homonymes, voir Bose.
Johann Andreas Bose (né le 27 juin 1626 à Leipzig, mort le 29 avril 1674 à Iéna) est un historien et philologue allemand.

## Biographie
Johann Andreas est le fils de Paul Bose (1594-1664), joaillier et citoyen de Leipzig, et de son épouse, le 2 novembre 1624, Katharina Schilter (morte en 1637), fille du marchand de tabac Andreas Schilter. Dès son plus jeune âge, il a un précepteur avec qui il apprend les bases des langues. Pendant la guerre de Trente Ans, ses parents fuient Leipzig et s'installent au château de Lichtenburg, où la famille est protégée par Hedwige de Danemark. Johann Andreas y est élevé en compagnie de jeunes nobles. Quand, après quelques années, ses parents reviennent à Leipzig, il commence à fréquenter des conférences à l'université de Leipzig. À la demande du père, de parents et de soutiens comme Martin Geier, il étudie à partir de 14 ans, assistant aux cours d'Andreas Rivinus, de Lic. Müller, de Conrad Bavarus et de Hieronymus Kromayer.
En 1641, il obtient le baccalauréat en philosophie et s'inscrit le 25 mars 1642 à l'université de Wittemberg. Pendant plus de trois ans, il fréquente les cours de la faculté de philosophie et de théologie donnés par August Buchner, Nikolaus Pompeius et Wilhelm Leyser. Il a pour condisciples Balthasar Cellarius et Johannes Christoph Seldius. En juin 1645, il revient à Leipzig, où il passe une disputation le 29 janvier 1646 pour une maîtrise de philosophie. Il poursuit ses études à l'université de Strasbourg à Pâques 1647 en histoire avec le professeur Boecler et en théologie avec D. Schmid, Dannhauer et Dorscheus. Comme son père l'appelle parce qu'il a besoin de soins, il retourne dans sa ville natale. Au retour, il va dans plusieurs archives et bibliothèques de villes sur le Rhin, le Main et la Moselle, où il rassemble avec diligence des raretés et des manuscrits. En 1652, il rentre à Leipzig et prend part aux disputations de l'université. En 1655, il devient assesseur à la faculté de philosophie de l'université de Leipzig et, lorsque la même année, le département d'histoire d'Iéna est vacant, il se présente et est accepté. Le 11 janvier 1656, il accepte ce poste de professeur.
L'université d'Iéna subit peu la guerre de Trente Ans. Elle garde des professeurs renommés comme le théologien Johannes Musaeus, le juriconsulte Georg Adam Struve, le médecin Werner Rolfinck et le mathématicien Erhard Weigel. Avec Weigel, Bose fonde la Societas Quaerentium, une société d’étudiants et de professeurs. Il est doyen de la faculté de philosophie à cinq reprises et recteur de l'Alma Mater pendant le semestre d'été. En 1661, il écrit avec Johann Arend von der Lieth un traité sur Tibère. En 1669, il accueille chez lui l'étudiant Johannes Cyprian.
Bose, arthritique, a aussi des problèmes digestifs à la fin de sa vie. Affaibli et tourmenté par la douleur, il meurt finalement. Son corps est enterré le 3 mai 1674 dans la collégiale d'Iéna. Après sa mort en 1674, l’université d'Iéna acquiert ses quelque 3 000 manuscrits et gravures de la collection privée complète Bibliotheca Bosiana pour 2000 thaler. Elle comprend notamment une chronique d'Otton de Freising, un autographe de Frutolf de Michelsberg ou un martyrologe germanophone de 1275.
Bose épouse le 31 octobre 1664 Anna Barbara Cummer, la veuve du prédicateur de la cour princière palatine, le professeur Johann Hoffmann. Leur mariage ne donne pas d'enfant.